# Charax tectifer
Charax tectifer är en fiskart som först beskrevs av Cope, 1870.  Charax tectifer ingår i släktet Charax och familjen Characidae. Inga underarter finns listade i Catalogue of Life.